# Langholm (Whiskybrennerei)
Langholm war eine Whiskybrennerei nahe Langholm, Dumfries and Galloway, Schottland. Sie war neben Glentarras die zweite Brennerei nahe Langholm.
Die Brennerei wurde 1765 in der Nähe von Langholm am Ufer des Flusses Esk gegründet und gehört somit zu den ältesten Whiskybrennereien des Landes. Außer dass sie mehrfach den Besitzer wechselte verlief die Geschichte der Brennerei ereignislos.
Sie wurde jedoch als vorletzte Destillerie auf der Reise von Alfred Barnard besucht, sodass eine detaillierte Beschreibung der Installationen vorhanden ist. Die Destillerie ist auf einem Fels direkt am Esk gebaut und die Gebäude sollen zur Zeit des Besuches noch fast im Originalzustand von 1765 gewesen sein. Whisky wurde mithilfe von drei Brennblasen (Pot Stills) gebrannt – einer Grobbrandblase (Wash Still) für ein Volumen von 1800 Gallonen und zwei Feinbrandblasen (Spirit Stills) für Volumina von 586 beziehungsweise 316 Gallonen. Es wurden jährlich 46.000 Gallonen eines Malt Whiskys produziert, der sowohl zur Herstellung von Blends verwendet wurde als auch als Originalabfüllung erhältlich war. Das Hauptabsatzgebiet war England. Angeblich wurde jährlich auch wenig Birkenwhisky hergestellt.